# EA Singapore
EA Singapore，全称Electronic Arts Asia Pacific Pte. Ltd，是美国艺电在新加坡的游戏开发商和销售商，该公司服务地区为亚太和非洲地区。总部从百年大厦搬到新加坡。
EA Singapore是EA在亚太地区的枢纽。该工作室的工作重点是将EA游戏转换成不同的亚洲语言以及为网络游戏在该区域进行发展。该工作室也进行市场营销，财务和人力资源等领域的区域功能。